# Indian Lake (Texas)
Pour les articles homonymes, voir Indian Lake.
Indian Lake est une ville située au centre du comté de Cameron, au Texas, aux États-Unis,.

## Démographie
Lors du recensement de 2010, la ville comptait une population de 640 habitants. Elle est estimée, le 1er juillet 2019, à 679 habitants.

### Source de la traduction
- (en) Cet article est partiellement ou en totalité issu de l’article de Wikipédia en anglais intitulé « Indian Lake, Texas » (voir la liste des auteurs).